# Amerikaanse auto in 1939
Dit artikel geeft een overzicht van alle Amerikaanse personenwagens geproduceerd in 1939 door een significante autoconstructeur. De auto's staan alfabetisch gerangschikt per merk. Hier staan enkel Amerikaanse merken, ongeacht of ze eigendom zijn van een niet-Amerikaans concern. Ook gaat het om constructeurs die algemeen bekend zijn met auto's die algemeen voor het publiek verkrijgbaar zijn. 
| Buick |                  | concern:               | General Motors Verenigde Staten |
| Buick | divisie:         |                        |                                 |
| Buick | merk:            | Buick Verenigde Staten |                                 |
| Buick | model:           | Series 40 /60/80/90    |                                 |
| Buick | einde productie: | 1939                   |                                 |
| Buick | productieaantal: | 197.330                |                                 |

| Cadillac |                  | concern:                  | General Motors Verenigde Staten |
| Cadillac | divisie:         |                           |                                 |
| Cadillac | merk:            | Cadillac Verenigde Staten |                                 |
| Cadillac | model:           | Series 60 50/52/60S/61/62 |                                 |
| Cadillac | einde productie: | 1940                      |                                 |
| Cadillac | productieaantal: | ?                         |                                 |

| Cadillac |                  | concern:                  | General Motors Verenigde Staten |
| Cadillac | divisie:         |                           |                                 |
| Cadillac | merk:            | Cadillac Verenigde Staten |                                 |
| Cadillac | model:           | Series 70 (72/75/90)      |                                 |
| Cadillac | einde productie: | 1940                      |                                 |
| Cadillac | productieaantal: | ?                         |                                 |

| Lincoln |                  | concern:                 | Ford Motor Company Verenigde Staten |
| Lincoln | divisie:         |                          |                                     |
| Lincoln | merk:            | Lincoln Verenigde Staten |                                     |
| Lincoln | model:           | Continental              |                                     |
| Lincoln | einde productie: | 1941                     |                                     |
| Lincoln | productieaantal: | ~424                     |                                     |

| Pontiac |                  | concern:                 | General Motors Verenigde Staten |
| Pontiac | divisie:         |                          |                                 |
| Pontiac | merk:            | Pontiac Verenigde Staten |                                 |
| Pontiac | model:           | 6EA                      |                                 |
| Pontiac | einde productie: | 1939                     |                                 |
| Pontiac | productieaantal: | ?                        |                                 |